# SMS Nassau
Pour les articles homonymes, voir Nassau.
Le SMS Nassau est le navire de tête des quatre dreadnoughts de la classe Nassau de la marine impériale allemande. Il est nommé ainsi en l'honneur du duché de Nassau, situé en Rhénanie-Palatinat actuelle.

## Construction
La construction de ce cuirassé est décidée après le lancement, au Royaume-Uni, du HMS Dreadnought en 1906.
Construit aux chantiers Kaiserliche Werft de Wilhelmshaven, la quille du Nassau est posée le 22 juillet 1907 et il est lancé le 7 mars 1908, la grande-duchesse Hilda de Nassau (épouse du grand-duc Frédéric II de Bade) étant sa marraine. Armé le 1er octobre 1909, il coûte à l'Allemagne la somme de 37,4 millions de marks-or.
Le Nassau et ses navires-jumeaux, les SMS Rheinland, Posen et Westfalen sont les successeurs de la classe Deutschland.

## Service

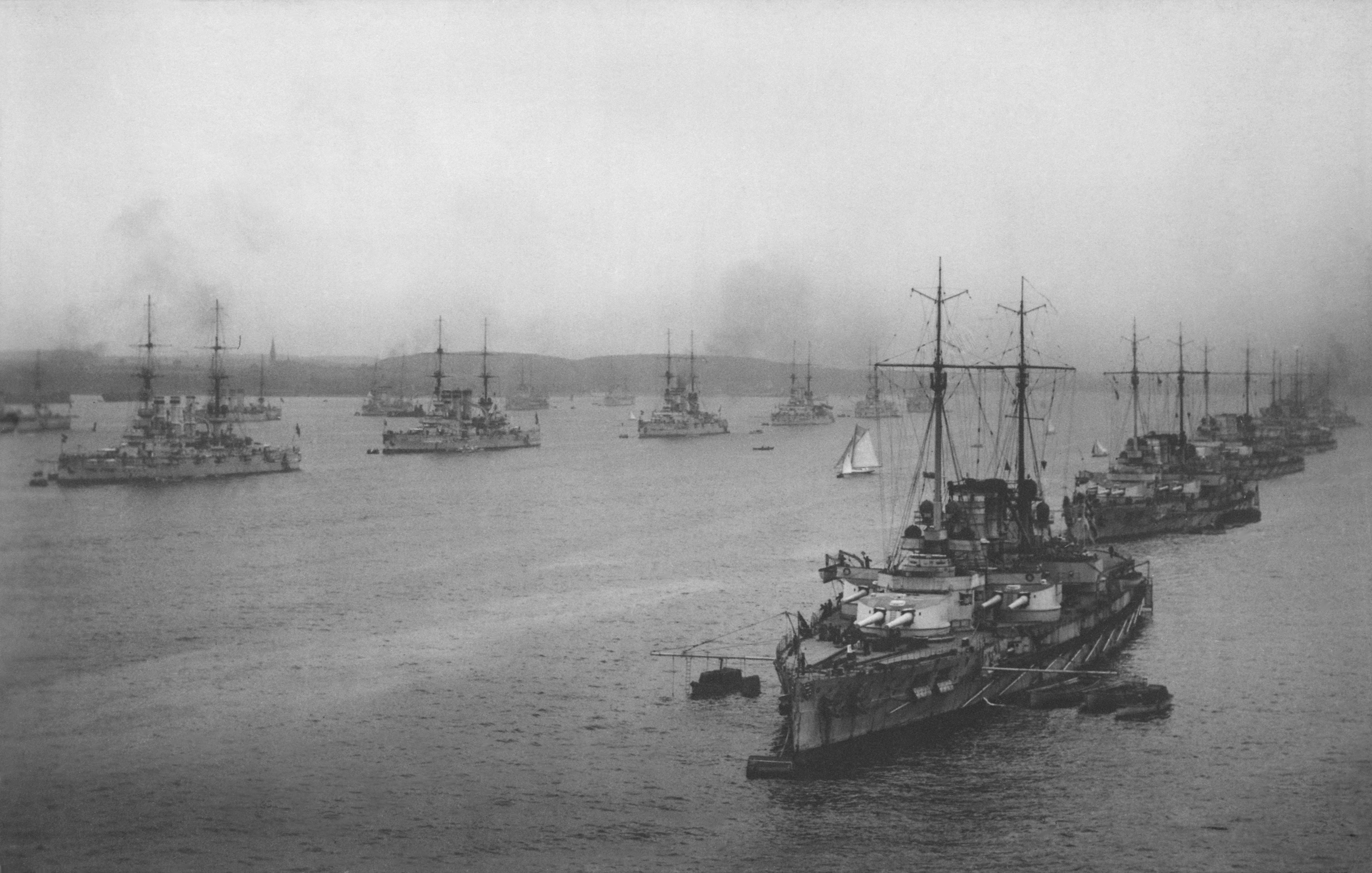
Les Ire et IIe escadres de la Hochseeflotte à Kiel, circa 1914.

À la suite de son armement, le Nassau est affecté à la Ire escadre de la Hochseeflotte.

### Première Guerre mondiale
Sous les ordres du capitaine de vaisseau von Ußlar, le Nassau est engagé en mer Baltique dans la bataille du golfe de Riga le 8 août 1915. La flotte allemande, composée de 7 cuirassés, 6 croiseurs, 24 destroyers et 14 dragueurs de mines, tente de pénétrer dans le golfe de Riga par le détroit d'Irbe. La flotte russe oppose une vive résistance, la tentative échoue. Le 16 août 1915, la flotte allemande tente à nouveau de forcer dans le passage. Au cours de la journée, les Allemands réussissent à pénétrer dans le détroit, mais ils déplorent la perte du dragueur de mines T-46. Dans la nuit du 17 août, les destroyers V-99 et V-100 pénètrent dans le golfe de Riga. Le même jour, les SMS Nassau et Posen sont pris sous le feu du croiseur russe Slava, trois obus endommagent les bâtiments de guerre allemands, qui se retirent dans le détroit de Muhu.
Sous les ordres du capitaine de vaisseau Klappenbach, le Nassau croise dans les Hoofden au sud de la mer du Nord du 5 au 6 mars 1916.
Le 24 avril 1916, il participe au bombardement de Yarmouth et de Lowestoft.
Il est engagé dans la bataille du Jutland le 31 mai 1916. Il tire 106 obus de Canon de 28 cm SK L/45|280 mm] et est frappé à deux reprises par des obus de 102 mm. Il aborde le destroyer HMS Spitfire. Durant le combat, onze morts et seize blessés sont à déplorer à bord du Nassau. Réparé, il est à nouveau en ordre de combat le 10 juillet 1916.
Les 18 et 19 août 1916, il croise en mer du Nord.
Sous les ordres du capitaine de vaisseau Reclam, le Nassau croise au large de la zone maritime de Stavanger le 23 avril 1918.
À son retour, il reste à quai jusqu'à la fin de la guerre.

### Après-guerre
À la suite du traité de Versailles, la flotte allemande est livrée aux Alliés. Le SMS Nassau est cédé au Japon au titre des dommages de guerre le 7 avril 1920. Sans utilité pour les Japonais, le navire est vendu à un ferrailleur britannique. Il est détruit à Dordrecht en 1921.